# Бадалбейли, Фархад Шамси оглы
Фархад Шамси оглы Бадалбейли́ (азерб. Fərhad Şəmsi oğlu Bədəlbəyli; род. 27 декабря 1947, Баку) — советский, азербайджанский пианист, композитор, музыкальный педагог. Лауреат Государственной премии Азербайджанской ССР (1986). Народный артист СССР (1990).

## Биография
Фархад Бадалбейли родился 27 декабря 1947 года в Баку, в семье Шамси Бадалбейли.
В 1969 году окончил Азербайджанскую консерваторию имени У. Гаджибекова (класс М. Бреннера), в 1971 году — аспирантуру Московской консерватории (под руководством Б. Давидович).
В его репертуаре музыка разных стилей и эпох (И. Бах, Л. Бетховен, И. Брамс, Р. Шуман, К. Сен-Санс, С. С. Прокофьев, Дж. Гершвин, Б. Барток и др.), в том числе произведения азербайджанских композиторов (У. Гаджибеков, К. Караев, Ф. Амиров и др.).
Гастролирует за рубежом (Болгария, Германия, Греция, Дания, Израиль, Италия, Куба, Норвегия, Португалия, Тунис, Турция, Финляндия, Франция, Чехословакия, Швеция, Югославия, Япония и др.).
Выступал с Московским (СССР—Россия), Хьюстонским (США), Загребским (Югославия), Анкарским, Измирским, Стамбульским (все — Турция) симфоническими оркестрами, дирижёрами В. Дударовой, В. Федосеевым, А. Хеллером, Х. Шимшеком, Г. Айкалом.
С 1971 года преподаёт в Азербайджанской консерватории (ныне Бакинская музыкальная академия), с 1981 — доцент, с 1983 — профессор, с 1991 — ректор.
В 1986—1989 годах — первый заместитель председателя правления Музыкального общества Азербайджана. По его инициативе создан бакинский Центр искусств (БЦИ), который он возглавлял в 1987—1996 годах. С 1989 года — председатель Союза музыкальных деятелей Азербайджана (СМД). В 1995 году был избран членом американо-азербайджанского фонда «Друзья культуры Азербайджана».
С 2009 года — основатель и художественный руководитель Габалинского музыкального фестиваля.
Член Правления Азербайджанской общины Нагорного Карабаха.

### Семья
По линии матери отца, Рагимы Каджар, приходится прапраправнуком иранского шаха из династии Каджаров Фетх Али-шаха.
- Отец — Шамси Бадалбейли (1911—1987), азербайджанский театральный режиссёр. Народный артист Азербайджанской ССР (1964).
- Дядя — Афрасияб Бадалбейли (1907—1976), азербайджанский композитор, дирижёр, музыковед и публицист. Народный артист Азербайджанской ССР (1960).

## Награды и звания
- 3-я премия на Международном конкурсе пианистов им. Б. Сметаны в Градец-Кралове (Чехословакия, 1967)
- 1-я премия (с В. Постниковой) на Международном конкурсе пианистов имени Вианы да Мотта в Лиссабоне (Португалия, 1968)
- Заслуженный артист Азербайджанской ССР (19 апреля 1972)[5]
- Народный артист Азербайджанской ССР (11 января 1978)[6]
- Народный артист СССР (6 ноября 1990)[7]
- Премия Ленинского комсомола Азербайджанской ССР (1974)
- Государственная премия Азербайджанской ССР (1986)
- Почётная грамота Президиума Верховного Совета Азербайджанской ССР (11 апреля 1975, 24 февраля 1979)[8]
- Орден «Слава» (Азербайджан, 26 декабря 1997) — за заслуги в развитии азербайджанской музыкальной культуры[9].
- Орден «Независимость» (Азербайджан, 25 декабря 2017) — за особые заслуги в развитии азербайджанской музыкальной культуры[10].
- Орден «Честь» (Азербайджан, 26 декабря 2022) — за многолетнюю плодотворную деятельность в развитии азербайджанской музыкальной культуры[11].
- Кавалер ордена Искусств и литературы (Франция, 2000)
- Межгосударственная премия СНГ «Звёзды Содружества» за 2015 год[12].

## Фильмография
- 1967 — «Факел свободы» (композитор)
- 1978 — «Три эскиза»
- 1981 — «Поющая земля»
- 1981 — «Жизнь Узеира»
- 1987 — «Фархад»
- 1989 — «Песня сердца»
- 1998 — «Моя боль… Vuqarımız…»
- 1999 — «Гейдар Алиев. Третий фильм. Москва. Кремль»
- 2003 — «Записки из прошлой жизни»
- 2006 — «Архитектор»
- 2006 — «Моменты великой жизни»
- 2007 — «Поверь мне!»
- 2007 — «Маэстро Ниязи».